# Resolutie 2266 Veiligheidsraad Verenigde Naties
Resolutie 2266 van de Veiligheidsraad van de Verenigde Naties werd unaniem door de VN-Veiligheidsraad aangenomen op 24 februari 2016 en verlengde de sancties tegen Jemen met een jaar.

## Achtergrond
Nadat de protesten in Jemen in 2011 en 2012 een einde hadden gemaakt aan het 33-jarige bewind van president Saleh, laaide ook het langlopende conflict met de Houthi-rebellen in het noordwesten weer op. In september 2014 bestormden zij de hoofdstad, waarop de vorming van een eenheidsregering werd overeengekomen. In januari 2015 bezetten ze ook het presidentieel paleis, waarop de hele regering aftrad. In februari werd het parlement afgezet, waarna er een "revolutionair comité" werd gevormd om het land te besturen. Dit leidde tot een burgeroorlog tussen de regering en de Houthi-rebellen. De regering werd daarbij gesteund door een door buurland Saoedi-Arabië geleide coalitie die luchtaanvallen uitvoerde tegen de Houthi.

## Inhoud
Het geweld in Jemen bleef aanhouden. Delen van het land waren in handen van Al Qaida, en ook Islamitische Staat was zich aan het uitbreiden. De humanitaire crisis waaronder de bevolking gebukt ging werd steeds erger, terwijl de noodhulpverlening aan hen gehinderd werd.
De gerichte sancties, bestaande uit bevriezing van banktegoeden, reisverboden en een wapenembargo, werden verlengd tot 26 februari 2017. Het mandaat van het expertenpanel dat mee toezag op de naleving ervan werd verlengd tot 27 maart 2017. Het was van groot belang dat de sancties nageleefd werden, en zeker de buurlanden van Jemen speelden hierin een sleutelrol.

## Verwante resoluties
- Resolutie 2204 Veiligheidsraad Verenigde Naties (2015)
- Resolutie 2216 Veiligheidsraad Verenigde Naties (2015)

Lijst ·  2260 ·  2261 ·  2262 ·  2263 ·  2264 ·  2265 ·  2266 ·  2267 ·  2268 ·  2269 ·  2270 ·  2271 ·  2272 ·  2273 ·  2274 ·  2275 ·  2276 ·  2277 ·  2278 ·  2279 ·  2280 ·  2281 ·  2282 ·  2283 ·  2284 ·  2285 ·  2286 ·  2287 ·  2288 ·  2289 ·  2290 ·  2291 ·  2292 ·  2293 ·  2294 ·  2295 ·  2296 ·  2297 ·  2298 ·  2299 ·  2300 ·  2301 ·  2302 ·  2303 ·  2304 ·  2305 ·  2306 ·  2307 ·  2308 ·  2309 ·  2310 ·  2311 ·  2312 ·  2313 ·  2314 ·  2315 ·  2316 ·  2317 ·  2318 ·  2319 ·  2320 ·  2321 ·  2322 ·  2323 ·  2324 ·  2325 ·  2326 ·  2327 ·  2328 ·  2329 ·  2330 ·  2331 ·  2332 ·  2333 ·  2334 ·  2335 ·  2336